# En la colònia penitenciària
En la colònia penitenciària (In der Strafkolonie) és una novel·la curta escrita per Franz Kafka a l'octubre de 1914, revisada el novembre de 1918, i publicada per primera volta a l'octubre de 1919.
La història se situa en una colònia penitenciària anònima. Com en altres escrits de Kafka, el narrador de la història demostra indiferència cap a esdeveniments que semblen terrorífics. A En la colònia penitenciària es descriu el darrer ús d'un elaborat instrument de tortura i execució que grava la sentència del condemnat en la seua pell per després deixar-lo morir, tot això durant 12 hores. En avançar la trama, el lector aprén més i més sobre l'instrument, incloent el seu origen i propòsit originari.

## Personatges
Hi ha 6 personatges, cadascun anomenat d'acord amb el seu rol en la història: 
- l'Oficial és l'operador de l'instrument.
- el Condemnat és un home sentenciat a ser executat
- el Soldat és el vigilant del Condemnat
- l'Explorador és un dignatari i visitant d'origen europeu
- els pescadors hi apareixen quan escapen de la colònia
- l'Excomandant fa els plànols de la màquina i la construeix
- el nou Comandant

En l'edició original en alemany, l'Explorador és referit com "der Forschungsreisende" —que pot traduir-se per 'Viatger explorador'.

## En la cultura popular
- En les notes de l'àlbum We're Only in It for the Money, de The Mothers of Invention, es recomana llegir la novel·la abans d'escoltar The Chrome Plated Megaphone of Destiny.
- Ian Curtis, de la banda Joy Division s'inspirà en el llibre per escriure la cançó Colony de l'àlbum Closer.
- En el videojoc Resident Evil: Revelations 2, apareixen fragments d'aquest i altres texts de Franz Kafka (Contemplació, El judici, La metamorfosi, etc), i són pistes importants dins de la història.